# Mayorazgo de Acevedo
El Mayorazgo de Acevedo fue fundado en 1613 por Melchora Pellicer y Aberrucia, por si y en nombre de su marido Álvaro Rodríguez de Acevedo, difunto. Los bienes vinculados en el mayorazgo fueron unas haciendas ubicadas en la jurisdicción de Huauchinango y casas en la Ciudad de México.
El primer poseedor del mayorazgo fue el hijo mayor del matrimonio, Álvaro Rodríguez de Acevedo.
El segundo poseedor fue el capitán Francisco Acevedo Pellicer y Aberrucia, hijo de Álvaro. En 1643, Francisco realiza la composición de sus tierras y solicita que se le midan. Las propiedades las ubica en las jurisdicciones de Huauchinango y Tamiahua.
El tercer poseedor, hijo del capitán Francisco, fue Diego Mateo de Acevedo.
La cuarta posesión del mayorazgo recayó en una mujer: María Luisa de Acevedo Estrada y Galindo, hija de Diego y Teresa de Estrada. En quien, también, recayó el mayorazgo de Uluapa y el título de Marquesa de Uluapa. Entre 1722 y 1723, María luisa mantiene pleito contra José Pardo de Lozada, dueño de la Hacienda de las Pitahayas, por límites.
A partir de entonces, este mayorazgo se mantuvo en las mismas manos que dicho mayorazgo y marquesado. 
Sucesivamente, los siguientes poseedores fueron: Alejandro José de Acevedo Cosío y Guerra, (c.1733-c,1776; Alejandro Manuel de Acevedo y Cosio y Alvarado, (c.1776-1796); Manuel Alejandro de Acevedo y Cosio y Lugo, (1796-1810).
Entre 1750 y 1767, Alejandro José de Acevedo mantiene pleitos contra Ángel Valdés y Cienfuegos, dueño de la Hacienda Pitahayas, alias Chapopote, por límites de sus propiedades.
En el último período, ya en plena guerra de Independencia de México, el heredero era menor de edad, por lo que todos los asuntos relacionados con sus bienes los atendía su madre que fungía como tutora: María Josefa Rodríquez de Velasco, Marquesa de Uluapa. 
A partir del decreto del 7 de agosto de 1823, desaparecieron los mayorazgos y se tuvieron que dividir. La dicha Marquesa vende por partes la gran propiedad, cada parte va tomando distintos nombres. En noviembre de 1826, vende la hacienda de Buenavista a habitantes indígenas de Temapache. En 1828, vende a Guadalupe Victoria las haciendas de Asunción y Santiago Peña. Estas últimas las compraron habitantes de Tuxpan, respaldados por el ayuntamiento, en 1844.